# 1110er
Portal Geschichte | Portal Biografien | Aktuelle Ereignisse | Jahreskalender | Tagesartikel

◄ |
11. Jh. |
12. Jahrhundert
| 13. Jh. | ►

◄ |
1080er |
1090er |
1100er |
1110er
| 1120er | 1130er | 1140er | ►

1110 |
1111 |
1112 |
1113 |
1114 |
1115 |
1116 |
1117 |
1118 |
1119

## Ereignisse
- 1110: Die Grafen von Schaumburg erhalten Holstein.
- 1110 Staffort urkundliche Ersterwähnung
- 1111: König Heinrich V. nimmt Papst Paschalis II. in der Peterskirche gefangen und erzwingt Investitur und Kaiserkrönung.
- 1115: Niederlage Kaiser Heinrichs V. am Welfesholz gegen die aufständischen sächsischen Fürsten (vgl. Wormser Konkordat)
- bis 1115: Eine pisanische Flotte unter Erzbischof Pietro Moriconi erobert, unterstützt von Genua und Raimund Berengar III. von Barcelona, die maurischen Piratenfestungen von Mallorca und Ibiza. Einige tausend christliche Sklaven werden befreit.
- 1118: Das spanische Königreich Aragonien erobert Saragossa von den Mauren.
- 1118: Der Templerorden wird von Kreuzfahrern gegründet.